# Jurij Vladimirovič Matijasevič
Jurij Vladimirovič Matijasevič (rusko Ю́рий Влади́мирович Матиясе́вич), ruski matematik in računalnikar, 2. marec 1947, Leningrad, Sovjetska zveza.
Matijasevič je najbolj znan po svoji negativni rešitvi Hilbertovega desetega problema leta 1970, ki jo je predstavil v svoji doktorski dizertaciji na Lenigrajskem oddelku Matematičnega inštituta Steklova.
1. ↑  MacTutor History of Mathematics archive — 1994.